# Peltobatrachus pustulatus
Peltobatrachus pustulatus (лат.) — вид темноспондилов верхнепермской эпохи. Описан А. Панченом в 1959 году. Остатки трёх особей и множество костных фрагментов были собраны Ф. Паррингтоном в верхнепермских песчаниках грабена Рухуху в Танзании. Череп уплощённый, полукруглый, с очень мощной крышей, глазницы небольшие, желобков боковой линии нет. Необычный «пустулярный» орнамент крыши черепа сходен с орнаментом черепа плагиозаврид. Позвонки не стереоспондильные.

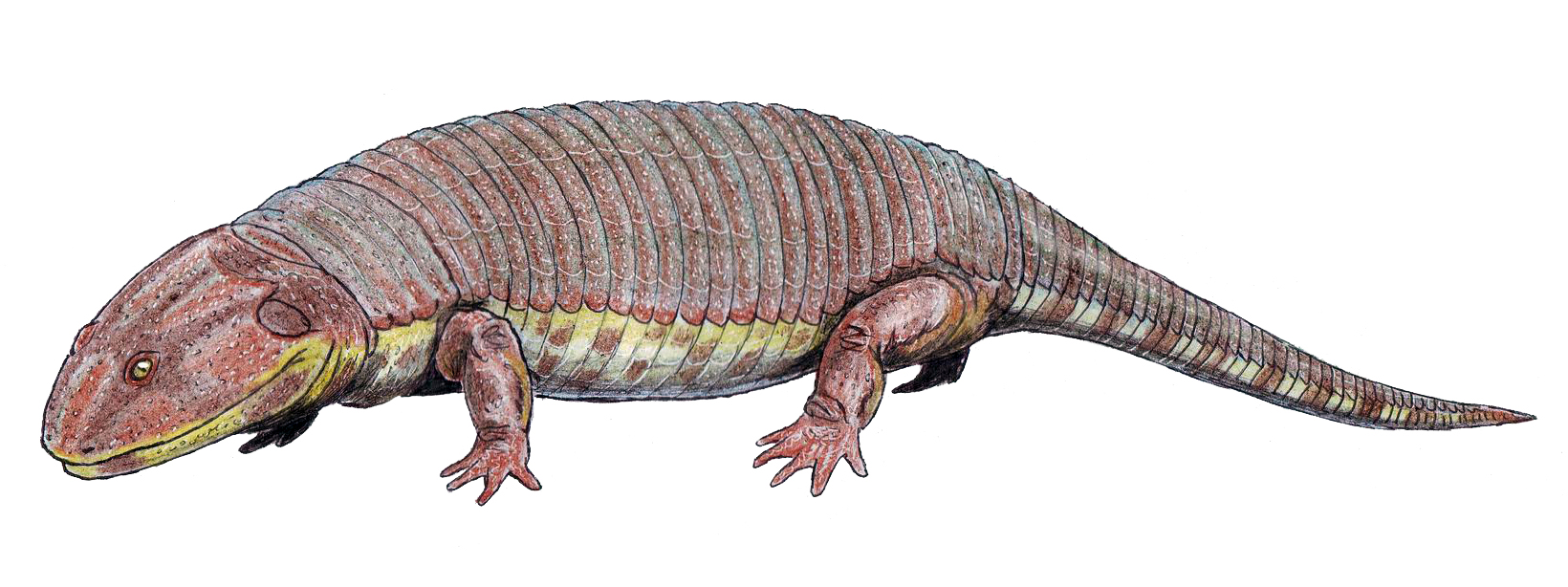
Peltobatrachus pustulatus

Очень мощный туловищный панцирь состоит из двух щитов — плечевого и тазового. Между щитами расположены поперечно вытянутые ряды костных пластинок. В целом конструкция панциря напоминает таковую у некоторых броненосцев, но у пельтобатраха панцирь покрывал и брюхо. Это самый обширный панцирь среди всех низших тетрапод. Панчен считал пельтобатраха родственником плагиозавров. Современные исследователи причисляют это животное к примитивным эускелиям, вероятно, родственным ринезухидам. Возможно, пельтобатрах был наземным или полуводным хищником. В длину он не превышал 70 см, поэтому мог питаться только некрупной добычей, возможно, и падалью.